# Julidochromis ornatus
The golden julie (Julidochromis ornatus) là một loài cá thuộc họ Cichlidae. Nó là loài đặc hữu của Lake Tanganyika, being chỉ có ở the extreme miền bắc and miền nam shorelines of the lake in rocky environs.